# Bampton, Cumbria
Bampton är en by (village) och en civil parish i Cumbria i nordvästra England. Orten har 283 invånare (2001).